# Maximilian Hell
Maximilian Hell (en húngaro: Hell Miksa) (15 de mayo de 1720 - 14 de abril de 1792) fue un astrónomo y sacerdote jesuita húngaro.

## Biografía
Hell nació en Selmecbánya, Reino de Hungría (actualmente Banská Štiavnica, Eslovaquia), inscrito con el nombre de Rudolf Maximilian Höll. Posteriormente cambió su apellido a Hell. Era el tercer hijo del segundo matrimonio de Matthias Cornelius Hell (Matthäus Kornelius Hell) con Julianna Staindl. La pareja tuvo un total de 22 hijos. Entradas de registro indican que la familia era de ascendencia alemana, mientras que Maximilian Hell, siendo ya adulto (hacia 1750), se reconocía como húngaro.
El lugar de nacimiento del padre de Maximilian es desconocido; las poblaciones de Körmöcbánya (hoy Kremnica), Schlagenwald, (hoy Horní Slavkov) o Schlackenwerth (hoy Ostrov nad Ohří) son las citadas más frecuentemente. Nacido en una comunidad mixta alemana, húngara y eslovaca, presumiblemente conocía el eslovaco y probablemente entendía el húngaro, pero su lengua materna era el alemán. Aun así, Hell se consideraba húngaro. Con otro sacerdote jesuita, János Sajnovics, intentó analizar la conocida pero insuficientemente documentada afinidad entre las lenguas de los lapones, los finlandeses y los húngaros durante y después de su estancia en Vardø. (Demonstratio idioma Ungarorum et Lapponum idem esse, 1770 Copenhague)
Hell fue designado director del Observatorio de Viena en 1756. Publicó las tablas "Ephemerides astronomicae ad meridianum Vindobonemsem" (Efemérides para el Meridiano de Viena). Con su ayudante János Sajnovics viajó a Vardø, en el norte de Noruega (entonces parte de Dinamarca-Noruega) para observar el 1769 el tránsito de Venus. Fue elegido miembro extranjero de la Real Academia Danesa de Ciencias y Letras el 13 de octubre de 1769. Esta institución también financió la publicación de su trabajo de 1770 que daba cuenta del tránsito de Venus (Observatio transitus Veneris ante discum Solis die 3. Junii anno 1769. Copenhague, 1770).
Hubo alguna controversia acerca de las observaciones realizadas por Hell del tránsito de Venus porque permaneció en Noruega durante ocho meses, recogiendo datos científicos no astronómicos sobre las regiones árticas para una enciclopedia (que nunca fue editada, en parte debido a la supresión de la Orden Jesuita). La publicación de sus resultados se retrasó, y algunos (especialmente Joseph Johann von Littrow) acusó a Hell póstumamente de falsificar sus resultados. Aun así, Simon Newcomb estudió cuidadosamente las libretas de campo de Hell y le exoneró un siglo después de su muerte en Viena.
Además de a la astronomía, Hell también estuvo interesado en la magnetoterapia (el poder de curación atribuido a los imanes), a pesar de que fue Franz Anton Mesmer quien desarrolló más este tema, recibiendo la mayoría del crédito.
En 1771, Hell fue elegido miembro extranjero de la Real Academia de las Ciencias de Suecia.

## Eponimia
- El cráter lunar Hell lleva este nombre en su memoria.

## Trabajos
- Elementa Algebrae Joannis Crivelli magis illustrata et novis demonstrationibus et problematibus aucta. Vindobonae, 1745. (Libro de Joannis Crivelli, revisado por Maximilian Hell)
- Adiumentum Memoriae manuale chronologico-genealogico-historicum. München, 1750 és Ingolstadt, 1763.
- Compendia varia praxesque operationum arithmeticarum, itemque regulae aureae simplicis compositae etc. cumprimis ad usus mercatorum et civiles applicatae. Claudiopoli, 1755.
- Elementa mathematica naturali philosophiae ancillantia ad praefixam in scholis normam concinnata. I. Elementa Arithmeticae numericae et litteralis seu Algebrae. Claudiopoli, 1755.
- Exercitationum mathematicarum partes tres. Vindobonae, 1755.
- Ephemerides astronomicae ad meridianum Vindobonensem. Vindobonae 1756-1793.
- Exercitationum mathematicarum partes tres, una cum Exercitationibus arithmeticis et regula Rabbatae, Anatocismi et iuris civilis de quarta Falcidia. Viennae, 1759.
- Elementa Algebrae Authore R. P. Maximiliano Hell e S. J. Posnaniae, typis S. J. 1760.
- Dissertatio complectens calculos accuratissimos transitus Veneris per discum Solis in tertiam Iuni 1769. praedicti, methodosque varias observationem hanc instituendi. Viennae, 1760.
- Kurzer Unterricht der Oster-Feyer für den ungelehrten, gemeinen Mann, samt der gründlichen Wiederlegung einer Schrift, welche Herr Christoph Sigismund Schumacher, Calender-Schreiber in Dresden unter den Innschrift: Untersuchung der Oster-Feyer von anno 1700 bis 2500 verfasst u. anno 1760 in Druck gegeben hat. Wien, 1760.
- Introductio ad utilem usum Magnetis ex chalybe. Viennae, 1762.
- Transitus Veneris ante discum Solis anni 1761. die Astron. 5. Junii calculis definitus et methodo observandi illustratus a Max. Hell S. J. Vindobonae, é.n.
- Tabulae Solares ad Meridianum Parisianum, quas novissimis suis observationibus deduxit vir celeberrimus Nicolaus Ludovicus de Caille… Cum supplemento reliquarum tabularum solarium, quas supputavit Maximilianus Hell Astronomus Caesareo-Regius. Editio post primam Parisianam anni 1758 altera et auctior. Vindobonae, 1763.
- Tabulae lunares ad meridianum Parisianum, quas supputavit vir Cl. Tobias Mayer. - cum supplemento reliquarum tabularum Lunarium D. Cassini, de la Lande et P. Hell. Bécs, 1763.
- Tabulae planetarum Saturni, Jovis, Martis, Veneris et Mercurii ad Meridianum Parisianum, quas supputavit vir cel. D. Ioannes Cassini … correctis typi erroribus et adiectis tabulis perturbationum, aberrationum et nutationum D. de la Lande, D. Euleri, D. Mayer cum earumdem praeceptis concinnatis a P. Max. Hell. Viennae, 1763.
- Dissertatio de satellite Veneris a pluribus Astronomis viso, illusione optica. Viennae, 1765.
- Elogium Rustici Tyrolensis Petri Anich Oberperfuessensis coloni, tornatoris etc. Viennae, 1766.
- Observationes astronomicae ab anno 1717. ad annum 1752. a patribus Soc. Jesu Kögler etc. Pekini factae et a P. Augustino Hallerstein S. J. Tribunalis mathematici Praeside 1772 collectae, ac in Europam missae. Ad fidem autographi Manuscripti edidit P. Hell. Viennae, 1768.
- Observatio transitus Veneris ante discum Solis die 3. Junii anno 1769. Wardoëhusii etc. Hafniae, 1770.
- Dissertatio de parallaxi Solis ex Observationibus Transitus Veneris 1769. Viennae, 1772.
- Methodus astronomica sine usu Quadrantis vel Sectoris aut alterius cuiusvis instrumenti in gradus circuli divisi … elevationem cujusvis in continente siti loci accuratissime determinandi. Wien, 1775.
- Max Hell's Schreiben über die alhier in Wien entdeckte Magnetenkur, an einen seiner Freunde. Wien, 1775.
- Unpartheiischer Bericht der alhier gemachten Entdeckungen der künstlichen Stahlmagneten in verschiedenen Nervenkrankheiten. Wien, 1775.
- Erklärung über das zweite Schreiben Herrn D. Mesmers die Magnetenkur betreffend an das Publikum. Wien, 1775.
- Von der wahren Grösse, die der Durchmesser des vollen Mondes zu haben scheint, wenn man mit freyem Auge ansieht. (Beyträge zu den verschiedenen Wissenschaften, 1775.)
- Monumenta aere perenniora inter astra ponenda etc. Wien, 1789.
- Tabula geographica Ungariae veteris ex historia Anonymi Belae regi notarii. Pestini, 1801.
- Sacharum praeservativum adversus scorbutum cum Epistola D. Alberitz Med. Doctoris. (?)